# За рулём (газета)
Газета За рулём — проект журнала За рулём который развился из сайта www.zr.ru. В 2014 году из-за неокупаемости изданий редакции газеты и издания «Купи Авто» решено было слить в один коллектив. Окончательный выпуск прекращен в июне 2015 г.
Начало ему положило столичное рекламное приложение к журналу За рулём, выпускавшееся в газетном формате. Его успех был таким, что издание переросло рамки «приложения». И к 1997 году начала выходить газета «Москва За рулём», которая уже не была рекламным изданием. Её главным редактором стал Владимир Соловьёв.
Переход из одной категории изданий в другую оказался болезненным в финансовом плане, и в начале 1998 г. издательство прекратило выпуск «Москвы За рулём». Однако идея регионального автомобильного издания была доказана, и с 2001 года проект был возрожден в виде нескольких региональных газет под общим названием газета «За рулём регион».
Тиражировалась в городах России:
Москва,Санкт-Петербург,Волгоград, Вологда, Архангельск, Воронеж, Дальний Восток (Владивосток, Хабаровск), Автогазета (Тула, Рязань), Ижевск, Калининград, Карелия (Петрозаводск), Киров, Коми, Краснодар, Красноярск, Кузбасс, (Новокузнецк, Кемерово), Нижний Новгород, Новосибирск, Омск, Пенза, Пермь, Ростов-на-Дону, Самара, Тольятти, Саратов, Северный Кавказ, Урал, Уфа, Челябинск.
Создателем газеты является Алексеев Аркадий Викторович.